# Bislama
Bislama (förr även bichelamar) är ett kreolspråk som talas på Vanuatu och är utvecklat främst ur engelskan. Språket talas av ungefär 200 000 människor, det vill säga majoriteten av landets befolkning. Det finns dock endast omkring 6 200 modersmålstalare.. Bislama liknar mycket tok pisin (talas i Papua Nya Guinea) och pijin (talas på Salomonöarna).

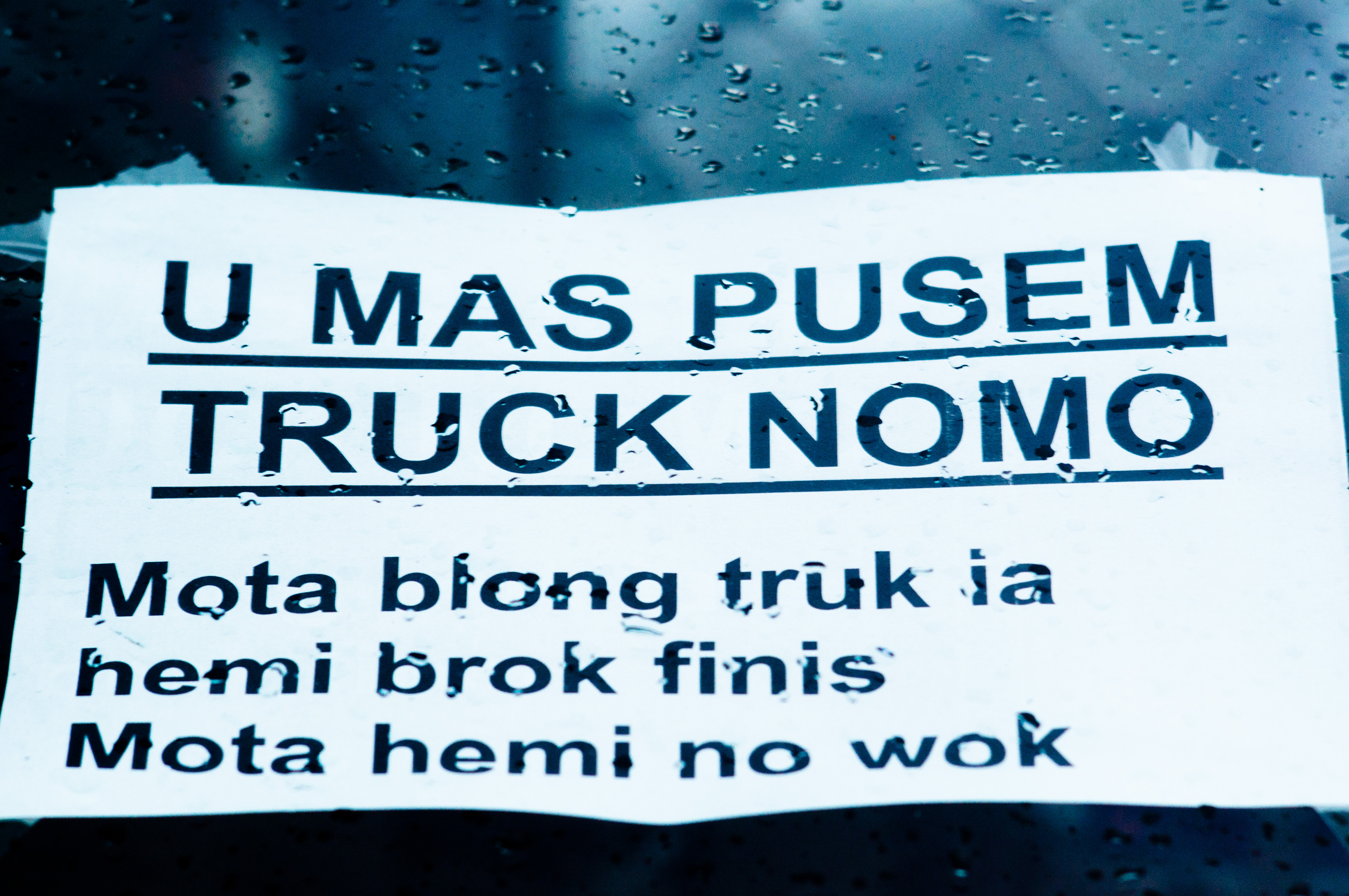
En ur bruk-lapp på bislama.

Traditionellt har bislama fungerat som ett lingua franca mellan olika språkgrupper i Vanuatu. Vanuatus nationalsång, Yumi, Yumi, Yumi, är på bislama.

## Fonologi

### Konsonanter
|             | Labial | Alveolar | Palatal | Velar  | Glottal |
| ----------- | ------ | -------- | ------- | ------ | ------- |
| Klusil      | p \| b | t \| d   | ʧ       | k \| g |         |
| Nasal       | m      | n        |         | ŋ      |         |
| Frikativ    | f \| v |          | s       |        | h       |
| Tremulant   |        | r        |         |        |         |
| Lateral     |        | l        |         |        |         |
| Approximant | w      |          | y       |        |         |

Källa:

### Vokaler
|           | Främre | Central | Bakre |
| --------- | ------ | ------- | ----- |
| Sluten    | i      |         | u     |
| Halvöppen | e      |         | o     |
| Öppen     |        | a       |       |

Källa:

## Grammatik och lexikon
Personliga pronomen på bislama gör skillnad mellan singularis, dualis, trialis och pluralis. Ytterligare vi-pronomen kan skiljer också en exklusiv och inklusiv form som beror på om höraren är en del av "vi" eller inte:
|           |           | Singularis | Dualis   | Trialis     | pluralis |
| --------- | --------- | ---------- | -------- | ----------- | -------- |
| I pers.   | Ink.      | mi         | yumitu   | yumitrifala | yumi     |
| I pers.   | Exk.      | mi         | mitufela | mitrifala   | mifala   |
| II pers.  | II pers.  | yu         | yutufala | yutrifala   | yufala   |
| III pers. | III pers. | hem        | tufala   | trifala     | ol(geta) |

Av språkets prepositioner två är vanligare än andra: biolog och long. Den första används mestadels att uttrycka possessiva relationer och lon för alla andra prepositioner: bl.a. i, till, från och på.

## Dialekter och variation
Språkets dialekter delas grovt i stads- och skärgårdsdialekter. I stadsdialekter finns det mer lexikala influenser från engelska och franska. Bislamas dialektala variation beror dock på talarnas hemspråk som i Vanuatu finns över ett hundra.
Många bislamas talare gör ingen skillnad mellan tonade och tonlösa klusiler. I några dialekter är H stum som i franska.. 

## Status och användning
Australiens public service ABC sänder ett trespråkigt (bislama, tok pisin, pijin) nyhetsprogram som heter Wantok. Också Vanuatus egna public service, Radio Vanuatu och Television Bilong Vanuatu, producerar program på bislama. På grund av sin starka status i Vanuatus samhälle, anses bislama vara ett livskraftigt språk.
Av alla tre Vanuatus officiella språk är bislama mest talat och det anses att vara ett viktigt verktyg för att bygga den gemensamma nationella identiteten.
Språket skrivs med latinska alfabetet. Bibeln översattes till bislama år 2012.